# 中峰镇 (资源县)
中峰乡，是中华人民共和国广西壮族自治区桂林市资源县下辖的一个乡镇级行政单位。

## 行政区划
中峰乡下辖以下地区：
上洞村、八坊村、福景村、枫木村、社岭村、官田村、大源村、中峰村、大庄田村和车田湾村。